# Семейная жизнь Мейбл
«Семейная жизнь Мейбл» (англ. Mabel's Married Life, альтернативные названия — The Squarehead / When You’re Married) — короткометражный немой фильм Чарльза Чаплина. Премьера состоялась 20 июня 1914 года.

## Сюжет
Чарли с женой Мэйбл прогуливаются в парке. Муж отправляется в бар, а в это время к Мэйбл начинает приставать некий Веллингтон. Вернувшийся Чарли не может защитить жену, но в это время появляется жена Веллингтона и уводит своего загулявшего мужа. Чарли вновь отправляется в бар, где изрядно напивается. Мэйбл тем временем отправляется в магазин спорттоваров и покупает там манекен для отработки ударов. Придя домой, Чарли принимает манекен за постороннего и пытается выпроводить его, однако безуспешно: все удары возвращаются назад раскачивающимся манекеном.

## В ролях
- Чарли Чаплин — муж Мэйбл
- Мэйбл Норманд — Мэйбл
- Мак Суэйн — Веллингтон
- Ева Нельсон — жена Веллингтона
- Хэнк Мэнн — человек в баре
- Гарри Маккой — человек в баре